# Blackheath (Australie)
Blackheath (4 177 habitants) est une ville (town) touristique de la Ville de Blue Mountains dans l'État de Nouvelle-Galles du Sud en Australie. Elle est située sur la Great Western Highway à 120 kilomètres au nord-ouest de Sydney et à 11 km de Katoomba.
La ville est entourée par le parc national des Blue Mountains.
En raison de son altitude, la ville a un climat très tempéré avec une température maximale moyenne de 23 °C - mais pouvant atteindre 30 °C par très beau temps - et de la neige en hiver. La pluviomètrie annuelle est légèrement supérieure à 1 m.
Le nom de la ville est dû au gouverneur Lachlan Macquarie qui avait été frappé par la couleur noire de sa lande[pas clair].